# São José do Brejo do Cruz
São José do Brejo do Cruz este un oraș în Paraíba (PB), Brazilia.